# Neosminthurus
Neosminthurus es un género de Collembola  en la familia Sminthuridae que habita en América Central y América del Norte. Existen 3 especies descriptas de Neosminthurus.

## Especies
- Neosminthurus bakeri Snider, 1978
- Neosminthurus clavatus (Banks, 1897)
- Neosminthurus richardsi Snider, 1978